# ヒロ・ヤマガタ
ヒロ・ヤマガタ/HIRO YAMAGATA（1948年5月30日 - ）は、画家・美術家である。滋賀県米原市出身。アメリカ在住。本名山形 博導（やまがた ひろみち）。
国内ではカラフルなシルクスクリーンアーティストというイメージが今なお強いが、世界的にはむしろレーザーやホログラムを使った現代美術家として知られ、先端的なイリュージョニストとして2007年までは活動していた。
同じ日本人の画家であるビン・カシワがヒロ・ヤマガタの師匠であると言われており、ヒロ・ヤマガタの画風に強い影響を与えている。

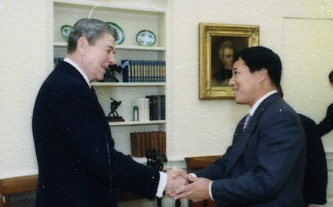
ヒロ・ヤマガタ制作「レーガン大統領肖像画」についてロナルド・レーガンとヤマガタが対談した。(1988年3月16日)

## 来歴

### 日本居住時代（1948-72年）
- 1948年、材木屋の父のもと6人姉弟の3番目として産まれる。幼少の頃より画才を示す。
- 1955年、米原町立醒井小学校（現在の米原市立河南小学校）に入学。放課後には毎日美術の特別授業を受け、遊び場でもあった近所の寺の住職より老子・道教・禅などの教えを授かる。
- 1961年、米原町立河南中学校（現在の米原市立河南中学校）に進学。サイクリング好きが高じ、仲間と琵琶湖を周回するようになる。修学旅行では初めて東京に行き、都会の様子に衝撃を受け好奇心を刺激された。また、家業の手伝いで頻繁に入った山林では満天の星に魅了される。アマチュア天体観測家の父に感化され、自作望遠鏡で宇宙観測に熱中するようになる。詩の世界にも傾倒する。
- 1964年、滋賀県立米原高等学校入学。同校美術教師の日本画家・椙村睦親（すぎむらまさちか）に師事すると同時に、椙村の本棚で画家アンリ・ルソーの画集に出会い大いに影響を受ける。公募で多数の受賞を果たす一方で、大阪のネオン屋へ足を運んだり、蛍光灯を使った作品を制作するなど、光に対する好奇心も加速。
- 1967年、高校卒業と同時に椙村睦親へ入門するが、同年単身で上京。アルバイト先の画材屋で才能を見出され、広告会社でデザインやイラストの仕事に就く。仕事の合間にサイコロや米粒に自分の作品を描いてリフレッシュしていたと言う話は有名。
- 1972年、五海祐治、崔洋一、篠毅らと共同で「JIM」を渋谷に設立。

### ヨーロッパ居住時代（1972-78年）
- 1972年、恋人を追いかけミラノへ渡るが実らず、その後パリへ渡り定住。ルーヴル美術館に日参しながら、作品制作に没頭。ヒエロニムス・ボスやピーテル・ブリューゲルの世界に衝撃を受ける。
- 1973年、パリの画廊と契約。同年、ウィーンで初の個展を開催。

以後、ロサンゼルスへ移住するまでパリを拠点に様々なサロンへ出展すると同時に、ヨーロッパ各地で個展を開催。この頃の作品は大半が水彩や油彩で、後に一世を風靡するリトグラフやシルクスクリーンなどの版画はほとんど制作されていない。また、渡仏中の間章をはじめ、スティーヴ・レイシーなどの音楽家、ブライオン・ガイシンなどの詩人らの仲間と共にジャズに熱中。オーガナイザーメンバーとして公演開催のため私財を投げ打ち奔走。当時たまり場だったカフェでは詩人のアレン・ギンズバーグやグレゴリー・コルソーとも出会う。1974年には、レーザーを使ったインスタレーションをパリ市内の劇場で初めて実施している。

### アメリカ居住時代（1978年-現在）
- 1978年、ロサンゼルスの画廊と契約してロサンゼルスに移住。版画的技法のシルクスクリーンで、100色以上もの色を散りばめた鮮やかな多色作風により、一躍その名を馳せる。以降、アメリカ各地で個展を開き、アートEXPOへも出展するようになる。彼の作品の多くは、シルクスクリーンによる鮮烈な色彩が非常に印象的である一方で、作品中の細部の人物の顔など間近で見ないとわからないところまで緻密に描写され、繊細である。
- 1983年、「エア・ショー」が、レーガン大統領が名誉会長であった人類飛行200周年記念財団の公式ポスター作品に選ばれる。後に「ヤマガタ・ブルー」と称される鮮やかな青色の世界を確立。
- 1984年、ロサンゼルス市観光誘致キャンペーン公式作品を制作。同年、ロードアイランド州が、9月21日を「ヒロ・ヤマガタの日」に定め、同州のウォリック市より名誉市民の称号が贈られる。同年、東京で初の個展が開催される。
- 1986年、ロサンゼルス市名誉市民に選ばれる。同年、レーガン大統領の依頼で「自由の女神100周年記念」のための公式作品を制作。同年、エドワード・ケネディ議員の呼びかけでケネディ財団主催のアートを通じた障害者支援チャリティープロジェクト「ベリー・スペシャル・アーツ」に参加。同年、東京、大阪、名古屋、横浜、福岡で巡回展を開催。
- 1987年、ヤマガタ財団設立。ケネディ財団と共同で身体障害者のチャリティイベントを開催。同年、「自選山形博導画集」が出版。
- 1988年、「オーストラリア建国記念」「エッフェル塔100周年」などの公式作品、レーガン大統領肖像画を制作。同年、ジャック・ニクラスと共同でゴルフシリーズ開始。
- 1989年、東京、静岡、名古屋、大阪で巡回展を開催。エリザベス・テイラーとの友情を通じてアメリカン・ファンデーション・オブ・エイズ・リサーチ（英語版）への寄付を開始。サンフランシスコ地震被災者救済のために「ファイアー・ワークス」の全売上を赤十字社へ寄付。
- 1990年、アーノルド・シュワルツェネッガーがテキストを書いた英語版画集「YAMAGATA」が出版。「アメリカ移民200周年」、ベルリンの「フリーダム・キャンペーン」公式作品を制作。同年、メキシコシティ国立美術館（英語版）で個展開催。
- 1991年、「コロンブス新大陸発見500年記念」、世界陸上の公式作品を制作。同年、ニューヨーク映画記録保管所への経済支援を開始。同年、エイズ・チャリティー活動の一環としてエリザベス・テイラーと共に来日。
- 1992年、バルセロナ・オリンピックの公式作品を制作。同年、米国ウォルト・ディズニーアートクラシックインクと契約。同年、金閣寺をモチーフに、京都「遷都1200年祭」の公式作品を制作。同年、障害を持つ人々の芸術活動の振興を行う国際組織「ベリー・スペシャル・アーツ」に600万ドルを寄付。
- 1993年、ジーン・ケネディ・スミスと共に「ベリー・スペシャル・アーツ」のインターナショナル・アート・フェステバル（ブリュッセル）に参加。同年、ジャック・ニクラスと共同でゴルフシ新シリーズの制作を発表。同年、エイズ・チャリティー・イベントのため来日。
- 1994年、アレン・ギンズバーグらとビート・ジェネレーションに関するドキュメンタリー映画制作の企画を開始。同年、美しい自然のイメージをメルセデス・ベンツのヴィンテージ・カーに描き出し「アースリーパラダイス」としてロサンゼルス市立美術館で発表。なお、「アースリーパラダイス」は美術評論家サム・ハンターによる命名である。また、同展のためにアレン・ギンズバーグが『ヒロ・ヤマガタの聖霊 20世紀の自動車』と題する文章を寄稿（「アースリーパラダイス」の制作風景の模様を、映画監督ジョナス・メカス公式HPで見ることが出来る）。同年、「ヒロ・ヤマガタ全版画集」が出版。
- 1995年、米国オリンピック委員会の依頼でアトランタ・オリンピック全種目の作品を制作。同年「アースリーパラダイス」展を箱根、ヴェネツィア（アレン・ギンズバーグとの合同展）、モンテカルロ、モンテカティーニ、トリノにて開催。
- 1996年、「アースリーパラダイス」展をシカゴで開催。同年、カール16世グスタフ スウェーデン国王に招かれ「アースリーパラダイス」展をストックホルムで開催。
- 1997年、「アースリーパラダイス」展をカッセル（デニス・ホッパーとの合同展）、ウィーンにて開催。同年、「エタニティー・オア・ファット」展をロサンゼルスのフレッド・ホフマン・ファイン・アート・ギャラリー、シカゴART1997で開催。バクテリアやカビが増殖する過程を顕微鏡カメラで3か月撮影。ミクロの世界で描き出される色鮮やかな自然の営みを巨大パネルにした作品。また、大気中に拡散するガスの動きも同様に巨大な写真作品として展示された。同年、レーザー光線を用いたインスタレーション展「エレメントA」をフレッド・ホフマン・ファイン・アート・ギャラリーで開催。同年、アカデミー賞授賞式にて「アースリーパラダイス」のイメージとレーザーインスタレーションのコラボレーションを発表。同年、ホワイトハウスからの依頼で、アメリカ合衆国憲法制定200周年記念の作品「ウィ・ザ・ピープル」を制作。同作品のシルクスクリーンは記念の豪華装丁本に納められ、全世界のアメリカ合衆国大使館に配布された。
- 1998年、「アースリーパラダイス」展をローマで開催。同年、レーザーインスタレーション「スカルプター・オブ・ライト」展をLAファーストストリート橋にて開催。同年、自身が影響を受けた老子をテーマにしたNHKの番組取材で中国を初めて訪れ作品を描く。同年、日本の心をテーマにした「日本のエッセンス」の制作を開始。同年、作画を担当した80円切手「おもちゃのチャチャチャ」が郵政省より発行。また同年7月1日にニューヨーク・フォレストヒルズスタジアムで開催された日本のアーティストTHE ALFEEのコンサートの公式ポスターを製作。
- 1999年、「アメリカン・リップス」展をニューヨークのマルボロギャラリーで開催。同年、ビート・ジェネレーションに関する映画『ザ・ソース』（邦題『ビートニク』）のプロデュースが完成、ニューヨークとロサンゼルスの美術館で公開。同映画製作中の97年、アレン・ギンズバーグとウィリアム・S・バロウズが次々に他界（映画監督ジョナス・メカスが撮影したギンズバーグのお通夜の映像に、ヒロ・ヤマガタの姿も見ることができる）したため、一時期完成が危ぶまれた。映画は彼らの生前のインタビューも含めたビートに関する様々なドキュメンタリー映像資料と、ジョン・タトゥーロ（ギンズバーグ役）、デニス・ホッパー（バロウズ役）、ジョニー・デップ（ジャック・ケルアック役）らによる再現ドラマシーンとで構成されている。チャック・ワークマン監督の起用はヤマガタ自身のラブコールで実現したもの。同年、レーザーインスタレーション「ローマイヤーライツ」をローマイヤー彫刻美術館（ミズーリ州セントルイス）にて開催。同年、米国ホワイトハウス設立200周年記念の公式作品を制作。同年、テレビ朝日の番組取材でチベット（ピヤトンガ遺跡）を初めて訪れる。同年、「悠久のシルクロード」シリーズを制作開始。同年、東儀秀樹が音楽を担当したPlayStation用ソフト「YAMAGATA Digital Museum」が発売。
- 2000年、シンシナティ現代美術センター（英語版）で開催されたレーザーインスタレーショングループ展「アクティブ・ライフ」（オハイオ）に参加。 同年、レーザーインスタレーション「太陽系インスタレーション プロジェクト1」をヤマガタスタジオ（マリブ）で開催。同年、グラミー財団よりグラミー賞2000年公式アーティストに任命される。
- 2001年、レーザーインスタレーション「NGC6093」をニューヨークのエースギャラリーで開催。（映画監督ジョナス・メカスが撮影した「NGC6093」でのヒロ・ヤマガタインタビュー映像を、ジョナス・メカス公式HPで見ることが出来る。）レーザーインスタレーション「フォトン999」をフランク・ゲーリーがデザインしたグッゲンハイム美術館ビルバオ（スペイン）そのものをキャンバスにして開催。
- 2002年、レーザーインスタレーション「クウォンタン・インジェクション」をペパーダイン大学（マリブ）で開催。
- 2003年、レーザーインスタレーション「ART&SPACE宇宙芸術展-ヒロヤマガタとNASAの世界」を横浜国際客船ターミナル大桟橋ホールで開催。この作品はホログラムを巡らした立方体型の巨大な2つの建造物の中で、レーザーを大量に照射し、室内に吊るされた無数のキューブで反射させる屋内展示であった。入場者は偏光眼鏡でそれを観覧した。しかしこの展示は、宣伝の不備から一般的なヤマガタの版画作品を想起させてしまったため入場者数が伸び悩み、展示期間の最終日を待たずに終了。同年、レーザーインスタレーション「スーパーノヴァ3」展をCOSIコロンバス科学博物館（英語版）（オハイオ州）で開催。同年、「サンクトペテルブルク市政300周年記念イベント-音と光の夜」（ロシア）にレーザーインスタレーションで参加。同年、「ヒロ・ヤマガタ原画」展を沖縄で開催。
- 2004年、レーザーインスタレーション「クウォンタン・フィールドX3」をグッゲンハイム美術館ビルバオ（スペイン）にて開催。美術館に隣接する丘の上に設置した円盤型のオブジェから放たれるレーザーが、屋外に設置された2つの立方体型建造物の外壁を照らし出す等、インスタレーションのスケールが横浜を基盤にさらに大きくなった。
- 2005年、アフガニスタンのバーミヤーン仏教遺跡にて、破壊された大石仏像を復活させる試みとして、大掛かりなレーザー光線でそのイメージを取り戻すと言う過去最大規模のレーザーインスタレーション構想を発表。太陽発電をベースに蓄えた電力で日没後インスタレーションを実施し、余った電力は地元の農村の電化事業へ還元されると言う。約60億円の予算で展開する。同年、ロサンゼルスのゲッフェン現代美術館で開催されたガラパーティーにてレーザーインスタレーションを発表。同年、レーザーインスタレーションとエレクトリカルミュージックを融合させた「メットリッピン」（東京）に参加し「セオリー・シックス」を発表。同年、「アース・ウォーター・ファイアー・エアー・フェスティバル」（南アフリカ・ケープタウン）にレーザーインスタレーションで参加。同年、フランク・ゲーリーのドキュメンタリー映画スケッチ・オブ・フランク・ゲーリーがトロント国際映画祭（カナダ）で公開。同映画はカナダを皮切りに世界各地で上映。ヤマガタはエグゼクティブ・プロデューサーとして参画した。
- 2006年、ペインティング作品「エアー」展をロサンゼルスのトーランス・アート・ミュージアムで開催。空間に鮮烈に描き出してきたレーザーインスタレーションのパターンが、巨大なスケールのキャンバスにペインティングとして再構築されている。同年、インスタレーション「スカルプター・オブ・ライト」をBUSCHLEN MOWATT GALLERIES（パームデザート）で開催。
- 2007年、ペインティング作品「トランシエント」展[2]をロサンゼルスのゲーリー・パートナーズにて開催。巨大キャンバスに貼られた皺交じりの和紙に描き出された水墨の濃淡な世界。近づき細部を凝視すれば鉛筆で書かれた細密画の世界が視覚に飛び込んでくる。走馬灯を眺めているような感覚に迷い込む作品も。

## 近年
レーザーやホログラムを使った現代美術家としての面を強調した公式ウェブサイトはすでに消滅しており、現在の彼の活動は不明である。
2024年7月8日、知的財産権の保護を目的として新たに公式サイトが開設された。